# الهيئة الوطنية للبحوث
الهيئة الوطنية للبحوث هي هيئة حكومية إسبانية مسئولة عن تنمية البحث العلمي والتقني في جميع مجالات العلم. فضلاً عن كونها منوطة بإسداء المشورة بشأن التخطيط المسبق للإجراءات والمبادرات التي يتم بواسطتها تنفيذ سياسات البحث والتطوير للإدارة العامة للدولة.